# Luís Eduardo Schmidt
Luís Eduardo Schimidt, mais conhecido como Edu (Jaú, 10 de janeiro de 1979), é um ex-futebolista brasileiro que atuava como atacante.

## Carreira

### Inicio no São Paulo
Filho de um usineiro de cana de açúcar, Edu começou jogando futebol na fazenda. Com a falência da usina, a família mudou para a cidade, onde Edu foi observado pelo goleiro do XV de Jaú, em 1993, entrando na equipe infantil do clube. foi para as categorias de base do São Paulo dois anos depois, aos 16 anos. Subiu para o profissional em 1998, quando chegou a ser comparado a Raí, mas, apesar de passagens pelas seleções sub-17, sub-20 e sub-23, só passou a ser titular no começo da temporada de 2000 Nesse ano, foi campeão do Pré-Olímpico com a Seleção Brasileira e campeão paulista, marcando dois gols no segundo jogo das semifinais contra o Corinthians, quando já começava a ser cobrado pela torcida por ter marcado poucos gols — foram seis ao longo do Paulistão. "Meu grande sonho era fazer parte da equipe principal", disse o jogador em junho de 2000 ao Diário Popular. "Não só o concretizei, como ainda tive o prazer de ser campeão logo de cara." Ainda em 2000, disputou pelo Brasil a Olimpíada de 2000 em Sydney. 

### Celta de Vigo e Betis
Na volta da Austrália, com o São Paulo precisando de dinheiro, foi vendido para o Celta de Vigo, da Espanha, onde ficou até 2004, tranferindo-se para o Betis. "Eu me adaptei muito bem à Espanha, apesar de até então conhecer pouco da cultura [de lá]", contou, em maio de 2008, à Revista Oficial do São Paulo. No Betis, se transformou em ídolo, formando um excelente trio de ataque com Ricardo Oliveira e Joaquín, que ficou conhecido pela torcida como "o tridente mortal". 

### Internacional
Em 2009, ao final do seu contrato com o Betis, Edu assinou com o Internacional um contrato de dois anos de duração. Edu revelou que escolheu assinar com o clube gaúcho por causa do interesse e empenho demonstrado pelo Inter em contratá-lo. Devido às ausências dos titulares Taison e Alecsandro, sua estréia com a camisa colorada foi antecipada em 30 de agosto, numa goleada de 4 a 0 contra o Goiás, jogando sessenta minutos da partida e tendo participação em um dos gols. Três dias depois, Edu marcou dois gols - seus primeiros com a camisa colorada - na goleada de 3 a 0 contra o Atlético-MG, garantindo o título simbólico do primeiro turno do Brasileirão 2009 ao Inter.
Seu desempenho no Inter, porém, foi muito abaixo do esperado. Marcou apenas 5 gols em 43 partidas e nunca se firmou no ataque colorado. Depois de ficar fora da lista final do Mundial de Abu Dhabi, o jogador foi afastado dos planos do clube de Porto Alegre, rescindindo contrato alguns meses depois, já em 2011. 

### Vitoria
Acertou pouco depois com o Vitória para a disputa da Série B. Marcou seu primeiro gol pelo rubro-negro baiano em 8 de julho, na vitória por 4 a 1 sobre o Bragantino. Em Setembro de 2011, foi dispensado pelo Vitória, pois não convenceu em sua passagem pelo clube. Desde então permaneceu sem clube, até que em abril de 2012 ele foi contratado pelo Colorado Rapids, para atuar no futebol estadunidense, mas pouco atuou.
Em 16 de novembro de 2012, Edu foi dispensado pelo Colorado Rapids, e não atuou mais profissionalmente.

### Al-Garrafa
Após ser dispensado pelo clube americano Edu negociou com o clube do Qatar Al-Garrafa

### Aposentadoria
Edu anunciou sua aposentadoria em 30 de novembro de 2014 

## Títulos
São Paulo
- Campeonato Paulista: 1998 e 2000

Real Betis
- Copa do Rei: 2004-05

Internacional
- Copa Libertadores da América: 2010